# Helmut Clasen
Helmut Clasen (* 3. September 1935 in Köln) ist ein seit 1957 ein deutsch-kanadischer Endurosportler.

## Karriere
Der Motorsport-Journalist Robert Poensgen sagte ihm nach seinem Husaren-Ritt bei der  Internationalen Sechstagefahrt 1962 in Garmisch-Partenkirchen, bei dem er auf seiner privaten DKW RT 175 GS nur wenige Sekunden hinter dem tschechischen Starfahrer Zdeněk Polánka ins Ziel kam, eine große Karriere voraus. Ende der 1960er Jahre wanderte Clasen nach Kanada aus, blieb aber dem Geländesport treu. 1971 errang er auf einer spanischen Ossa das erste Sechstage-Gold für Kanada, was ihm eine Einladung zum Ministerpräsidenten einbrachte. Clasen bestritt sieben Sechstagefahrten und gewann 14 Mal die kanadische Off-Road-Meisterschaft. Bis vor einigen Jahren war der mittlerweile 80-Jährige gelegentlich auch in Deutschland bei sogenannten „Klassik-Geländefahrten“ am Start. Im Oktober 2007 wurde er als erster Off-Road-Sportler in die Kanadische „Motorcycle Hall of Fame“ aufgenommen.